# Pokrzewczyki
Pokrzewczyki (Hyliidae) – rodzina ptaków z rzędu wróblowych (Passeriformes).

## Zasięg występowania
Rodzina obejmuje gatunki występujące w zachodniej i środkowej Afryce.

## Morfologia
Długość ciała: 7,5–12 cm; masa ciała: 4,6–16,5 g.

## Systematyka
Ptaki te były wcześniej umieszczane w rodzinie pokrzewkowatych (Sylviidae) lub jako incertae sedis w wierzbówkowatych (Cettiidae). Badania na poziomie genomów przeprowadzone w 2016 roku sugerują, iż pokrzewczyki są taksonem siostrzanym w stosunku do (Aegithalidae + Cettiidae). Do rodziny należą następujące rodzaje:
- Hylia Cassin, 1859 – jedynym przedstawicielem jest Hylia prasina (Cassin, 1855) – pokrzewczyk
- Pholidornis Hartlaub, 1857 – jedynym przedstawicielem jest Pholidornis rushiae (Cassin, 1855) – remiziak